# Habib Bellaïd
Habib Mohamed Bellaïd (Bobigny, 28 maart 1986) is een Algerijns-Frans voormalig voetballer die doorgaans speelde als centrale verdediger. Tussen 2005 en 2019 kwam hij uit voor RC Strasbourg, Eintracht Frankfurt, RC Strasbourg, US Boulogne, CS Sedan, MC Alger, CS Sfaxien, WS Bruxelles, Sarpsborg 08, Amiens en CS Sedan. Bellaïd maakte in 2010 zijn debuut in het Algerijns voetbalelftal.

## Clubcarrière
Bellaïd speelde in de jeugd van het gerenommeerde Franse jeugdopleiding INF Clairefontaine, waar hij samenspeelde met onder meer Abou Diaby, Hatem Ben Arfa en Ricardo Faty. Na drie jaar bij Clairefontaine, stapte de verdediger over naar RC Strasbourg. Zijn debuut in de Ligue 1 maakte hij er op 2 oktober 2005, toe er met 1–1 gelijkgespeeld werd tegen Troyes AC. Zijn prestaties waren dermate dat onder meer Real Madrid interesse had in zijn diensten. Op 4 juli 2008 werd bekendgemaakt dat Bellaïd de overstap maakte naar Eintracht Frankfurt. Hij tekende voor vier jaar bij de club en kostte circa tweeënhalf miljoen euro. Hij maakte zijn debuut voor Eintracht op 17 augustus 2008, toen er in eigen huis met 0–2 werd verloren van Hertha BSC. Door Eintracht werd hij achtereenvolgens verhuurd aan RC Strasbourg, US Boulogne en CS Sedan.
Die laatste club nam hem in de zomer van 2012 ook definitief over van Eintracht. Hij tekende voor één jaar. Na afloop van dat seizoen was de verdediger op proef bij D.C. United, samen met zijn teamgenoot Mamadou Diallo. Deze proefperiode liep op niets uit. Even later tekende hij voor drie jaar bij MC Alger. Via CS Sfaxien kwam hij bij WS Bruxelles terecht. Na twee maanden vertrok hij alweer uit de Belgische hoofdstad. In de zomer van 2016 vond de Algerijn in Sarpsborg 08 een nieuwe werkgever. Ook bij de Noorse club bleef hij niet lang, want in januari 2016 vertrok hij weer. In juli vond de verdediger opnieuw een nieuwe werkgever, in Amiens. Twee jaar later keerde hij terug naar CS Sedan. Medio 2019 stopte Bellaïd als profvoetballer.

## Interlandcarrière
Bellaïd maakte op 28 mei 2010 zijn debuut in het Algerijns voetbalelftal. Op die dag werd een vriendschappelijke wedstrijd tegen Ierland met 3–0 verloren. De verdediger mocht van bondscoach Rabah Saâdane in de basis beginnen en speelde het volledige duel mee. Hij werd tevens opgenomen in de selectie voor het WK 2010. Op dat toernooi kwam hij niet in actie.
| Interlands van Habib Bellaïd voor Algerije | Interlands van Habib Bellaïd voor Algerije | Interlands van Habib Bellaïd voor Algerije | Interlands van Habib Bellaïd voor Algerije | Interlands van Habib Bellaïd voor Algerije | Interlands van Habib Bellaïd voor Algerije | Interlands van Habib Bellaïd voor Algerije |
| №                                          | Datum                                      | Wedstrijd                                  | Uitslag                                    | Competitie                                 | Goals                                      |                                            |
| Als speler bij US Boulogne                 | Als speler bij US Boulogne                 | Als speler bij US Boulogne                 | Als speler bij US Boulogne                 | Als speler bij US Boulogne                 | Als speler bij US Boulogne                 | Als speler bij US Boulogne                 |
| ------------------------------------------ | ------------------------------------------ | ------------------------------------------ | ------------------------------------------ | ------------------------------------------ | ------------------------------------------ | ------------------------------------------ |
| 1                                          | 28 mei 2010                                | Ierland – Algerije                         | 3 – 0                                      | Vriendschappelijk                          |                                            |                                            |